# سیارک ۲۱۸۲۲
سیارک ۲۱۸۲۲ (به انگلیسی: 21822 Degiorgi، نامگذاری:1999TX36) بیست و یک هزار و هشتصد و بیست و دومین سیارک کشف شده‌است که در ۱۵ اکتبر ۱۹۹۹ کشف شد.
قدر مطلق سیارک برابر ۲۰.۴ است.